# وايلد فلاور (ألبوم)
واليد فلاور (الإنجليزية:Wildflower) هو الألبوم الغنائي الأول للمطربة الأمريكية لورين ألينا, تم طرح الألبوم في الموسم العاشر لبرنامج أمريكان أيدول.
تم طرح الألبوم في الحادي عشر من أكتوبر عام 2011 في الولايات المتحدة.

## روابط خارجية
- وايلد فلاور على موقع ميتاكريتيك (الإنجليزية)